# 表現学会
表現学会（ひょうげんがっかい、英語: The Society of Expression-Formation Studies）は、日本の学術研究団体の一つ。

## 概要
言語の表現に関する研究推進・研究者相互連絡を目的として、昭和38年（1963年）に設立された。事務局をお茶の水女子大学内に置いている。日本学術会議協力学術研究団体の指定を受けている。
　

## 事業
- 研究会・講演会の開催、会誌の発行[3]

## 刊行物

### 表現研究
- 誌名（和文）：表現研究
- 誌名（欧文）：HYOGEN KENKYU
- 創刊年：1965
- 資料種別：ジャーナル（査読付き論文を含む）
- 使用言語：日本語のみ
- 発行形態：印刷体、eジャーナル
- 著作権帰属先：著者
- クリエイティブコモンズ：－
- 購読：－